# Henning von Holtzendorff
Henning Rudolf Adolf Karl von Holtzendorff (ur. 9 stycznia 1853 w Prenzlau, zm. 7 czerwca 1919 w Jagow) – niemiecki oficer Cesarskiej Marynarki Wojennej w stopniu wielkiego admirała (niem. Großadmiral), ostatni wielki admirał Marynarki Cesarstwa Niemieckiego.

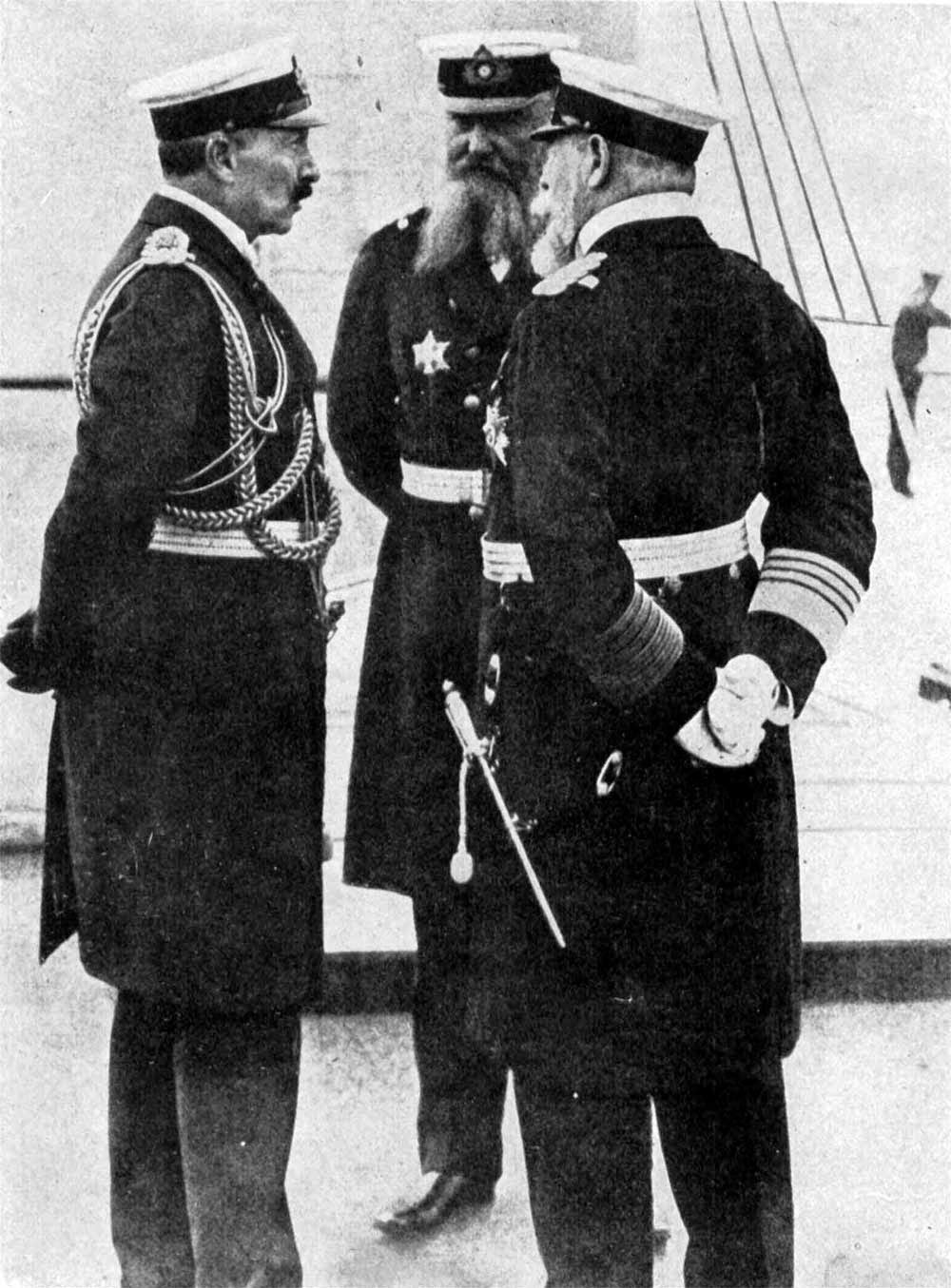
Admirał Holtzendorff (tyłem) w rozmowie z cesarzem Wilhelmem II i admirałem Alfredem von Tirpitzem. Kolonia 1910.

## Życiorys
W 1869 roku wstąpił do Marynarki Wojennej Królestwa Prus. W trakcie wojny francusko-pruskiej uczestniczył w walkach na Morzu Północnym. Następnie pełnił służbę poza granicami Cesarstwa. Jego pierwszym przydziałem dalekomorskim była korweta „Nymphe”, na której pokładzie odbył rejs dookoła świata. Po powrocie do rzeszy wysłany został do Kamerunu jako adiutant admirała Eduarda von Knoora. W 1897 roku awansowany na stopień komandora (niem. Kapitän zur See). W trakcie powstania bokserów w Chinach dowódca krążownika wchodzącego w skład Niemieckiej Eskadry Wschodnioazjatyckiej. Do Niemiec powrócił w 1901 roku i objął stanowsiko dowódcy stoczni Marynarki Cesarskiej w Gdańsku. W trakcie wojny rosyjsko-japońskiej powórcił do Eskadry Wschodnioazjatyckiej i jako zastępca dowódcy w stopniu kontradmirała, obserwował działania wojenne na Morzu Wschodniochińskim, Morzu Żółtym i Morzu Japońskim. W 1906 roku został mianowany dowódcą I Eskadry. Od 1909 roku w stopniu wiceadmirała dowodził Hochseeflotte. W 1910 roku awansowany na stopień admirała, a trzy lata później przeniesiony w stan spoczynku.  W 1915 roku przywrócony do służby na stanowisko szefa sztabu admiralicji. Jego poprzednik Gustav Bachmann był przeciwny nieograniczonej wojnie podwodnej, co było przyczyną jego zastąpienia przez Holtzendorffa. W 1918 roku został odznaczony, jako jedyny z dotychczasowych szefów sztabu admiralicji, Orderm Pour le Mérite z liśćmi dębu i awansowany na stopień wielkiego admirała. 27 sierpnia 1918 roku ostatecznie przeszedł w stan spoczynku.

## Odznaczenia
Odznaczenia adm. von Holtzendorffa to między innymi:
- Order Orła Czarnego z łańcuchem (Prusy)
- Krzyż Wielki Orderu Orła Czerwonego z liśćmi dębu i mieczami na pierścieniu (Prusy)
- Order Królewski Korony I klasy (Prusy)
- Orderm Pour le Mérite z liśćmi dębu (Prusy)
- Order Orła Czerwonego II klasy z mieczami na pierścieniu i koroną (Prusy)
- Order Orła Czerwonego IV klasy z mieczami (Prusy)
- Komandor Orderu Hohenzollernów z mieczami (Prusy)
- Krzyż Żelazny I klasy (Prusy)
- Odznaka za Służbę Wojskową (Prusy)
- Komandor II klasy Orderu Lwa Zeryngeńskiego (Badenia)
- Krzyż Wielki I klasy Orderu Zasługi Wojskowej z mieczami (Bawaria)
- Bremeński Krzyż Hanzeatycki (Brema)
- Hamburski Krzyż Hanzeatycki (Hamburg)
- Krzyż Wielki Orderu Gryfa (Meklemburgia)
- Krzyż Wielki Orderu Domowego i Zasługi Księcia Piotra Fryderyka Ludwika (Oldenburg)
- Krzyż Fryderyka Augusta I klasy (Oldenburg)
- Krzyż Wielki Orderu Sokoła Białego (Saksonia-Weimar)
- Krzyż Wielki Orderu Korony Wirtemberskiej (Wirtembergia)
- Krzyż Wielki Orderu Leopolda (Austro-Węgry)
- Order Świętej Anny I klasy (Imperium Rosyjskie)
- Order Świętej Anny II klasy z brylantami (Imperium Rosyjskie)
- Komandor Krzyża Wielkiego Orderu Miecza (Szwecja)
- Order Błyszczącej Gwiazdy Zanzibaru II klasy (Zanzibar)